# Ponte Internacional Peperi Guaçu
Ponte Internacional Peperi Guaçu (Comandante Rosales) é uma ponte construída em 1994 que liga o município brasileiro de Paraíso (Santa Catarina) à localidade argentina de San Pedro (Misiones).
Demarca o limite oeste da BR-282. Decreto nº 8699, de 28.3.2016 - Promulga o Acordo entre o Governo da República Federativa do Brasil e o Governo da República Argentina para a Construção de uma Ponte Internacional sobre o Rio Peperi-Guaçu, entre as Cidades de Paraíso, Brasil, e São Pedro, Argentina, firmado em Buenos Aires, em 31 de janeiro de 2011.